# Marija Izaurijska
Marija (grč. Μαρία) bila je carica Bizantskog Carstva kao žena bizantskoga cara Leona III. Izaurijskog. Njezini su roditelji nepoznati te nije poznato kada se udala.
Djeca Marije i Leona:
- Ana
- Konstantin V. Kopronim[3][4]
- Irena
- Kosmo

| Kraljevske titule           | Kraljevske titule            | Kraljevske titule      |
| --------------------------- | ---------------------------- | ---------------------- |
| prethodnik Teodora Hazarska | Bizantska carica 717. – 741. | nasljednik Tzitzak Ana |